# Quillón
Quillón é uma comuna da província de Ñuble, localizada na Região de Biobío, Chile. Possui uma área de 423,0 km² e uma população de 15.146 habitantes (2002).